# Долгое (заказник)
До́лгое (бел. До́ўгае) — гидрологический заказник республиканского значения в Глубокском районе Витебской области Белоруссии. Создан в 1979 году с целью охраны озера Долгое — самого глубокого озера Белоруссии.

## Организация
Гидрологический заказник Долгое был образован на основании Постановления Совета Министров Белорусской ССР № 252 от 16 августа 1979 года «О создании государственных заказников на торфяных месторождениях и озёрах республики». Инициаторами его создания стали научные работники Белорусского государственного университета. Постановлением Совета Министров Республики Беларусь от 27 декабря 2007 г. № 1833 «О республиканских заказниках» было утверждено республиканское значение заказника.
Управление заказником в настоящее время осуществляет государственное природоохранное учреждение (ГПУ) «Голубов сад», созданное решением Глубокского районного исполнительного комитета от 27 марта 2006 года № 292.

## Описание
По данным 1982 года, общая площадь заказника составляла 3,3 тыс. га. Центральным объектом заказника является озеро Долгое — самое глубокое озеро Белоруссии. На территории также располагаются озеро Псуя и прилегающая часть водосбора обоих озёр. Помимо водных объектов, заказник включает в себя урочище Голубов сад и старинный парковый комплекс.
Заказник расположен в северо-восточной части Свенцянской возвышенности. Лесом покрыто около 15 % территории. В юго-западной части заказника, возле озера Псуя, произрастает еловый лес с добавлением берёзы и осины. Местами встречаются сосновые леса, в лощинах — черноольховые рощи.
Флора заказника насчитывает 517 видов растений. 13 видов дикорастущих растений и грибов включены в Красную книгу Республики Беларусь.
Наиболее типичные млекопитающие на территории — ёж, крот, белка, заяц-русак, косуля. Периодически встречаются барсук, американская норка, чёрный хорь, ласка, горностай. В водоёмах отмечены бобр и ондатра. Также в заказнике зарегистрировано 77 видов птиц. Среди них — обыкновенный зимородок и большой крохаль, занесённые в Красную книгу.

### Парковый комплекс «Голубов сад»
Центральным объектом паркового комплекса «Голубов сад» является сохранившийся с дореволюционных времён сад, в котором преобладают дуб, вяз, липа и фруктовые деревья — боярышник, яблони, груши. Среди травянистых растений — примула, ландыш майский, ветреница дубравная, кострец Бенекена, шпажник черепитчатый, земляника мускусная, мальва.
Ранее неподалёку от озера существовала дворянская усадьба, однако её постройки были разрушены в годы Великой Отечественной войны. До наших дней от усадьбы остались фрагменты фундамента, а также остатки каменной лестницы и котлован бывшего пруда.